# Konsertsal
En konsertsal är en lokal för uppförande av musik i form av konserter. Vanligen avser man lokaler för mer eller mindre akustisk musik av större ensembler. Salens rumsakustik är viktig för funktionen, och konsertsalar är därför ett av de viktigaste studieobjekten för rumsakustiker.